# Camponotus irritans
Camponotus irritans är en myrart som först beskrevs av Smith 1857.  Camponotus irritans ingår i släktet hästmyror, och familjen myror.

## Underarter
Arten delas in i följande underarter:
- C. i. carensis
- C. i. carinifer
- C. i. cliens
- C. i. croceomaculatus
- C. i. curtus
- C. i. fatuus
- C. i. hongkongensis
- C. i. inferior
- C. i. irritans
- C. i. kubaryi
- C. i. melanogaster
- C. i. pallidus
- C. i. procax
- C. i. puberulus
- C. i. tinctus